# Grand Prix Júnior de Patinação Artística no Gelo na Finlândia
O Grand Prix Júnior de Patinação Artística no Gelo na Finlândia é uma competição internacional de patinação artística no gelo de nível júnior. A competição é organizada pela União Internacional de Patinação (ISU), e disputada no outono, em alguns anos, como parte do Grand Prix Júnior de Patinação Artística no Gelo.

## Edições
| Ano  | Edição | Cidade sede | Júnior | Júnior | Júnior | Júnior | Ref   |
| Ano  | Edição | Cidade sede | M      | F      | P      | D      | Ref   |
| ---- | ------ | ----------- | ------ | ------ | ------ | ------ | ----- |
| 2004 | 1.ª    | Helsinque   | •      | •      | •      | •      | [ 1 ] |

Legenda
- Final do Grand Prix ISU Júnior

## Lista de medalhistas

### Individual masculino
| Evento                    | Ouro                         | Prata                  | Bronze                      |
| Helsinque 2004 (detalhes) | Dennis Phan · Estados Unidos | Yasuharu Nanri · Japão | Alexander Uspenski · Rússia |

### Individual feminino
| Evento                    | Ouro              | Prata                    | Bronze                           |
| Helsinque 2004 (detalhes) | Mao Asada · Japão | Kim Yuna · Coreia do Sul | Kimmie Meissner · Estados Unidos |

### Duplas
| Evento                    | Ouro                                      | Prata                                          | Bronze                                           |
| Helsinque 2004 (detalhes) | Maria Mukhortova · Maxim Trankov · Rússia | Brittany Vise · Nicholas Kole · Estados Unidos | Mariel Miller · Rockne Brubaker · Estados Unidos |

### Dança no gelo
| Evento                    | Ouro                                             | Prata                              | Bronze                                  |
| Helsinque 2004 (detalhes) | Morgan Matthews · Maxim Zavozin · Estados Unidos | Tessa Virtue · Scott Moir · Canadá | Anna Cappellini · Matteo Zanni · Itália |